# ラ チッタデッラ
ラ チッタデッラ (LA CITTADELLA) は、神奈川県川崎市川崎区小川町にある複合商業施設。シネマコンプレックス「チネチッタ」を中核店舗とし、ライブハウス「クラブチッタ」、スポーツ施設「アレーナチッタ」、その他物販・飲食テナントなどにより形成される。
チッタ・デッラ (CITTA' DELLA) とは、中世（13 - 14世紀）にイタリアのトスカーナ、ウンブリア、ヴェネト地方周辺の丘の上に建てられた城壁都市の意味である。

## 沿革
当施設が所在する約16,000平方メートルの敷地は、川崎駅の南側、京急本線高架をくぐった辺りに位置する。1936年（昭和11年）、川崎に進出した美須興行（現：チッタ エンタテイメント）がこの地で映画街を経営し、戦後の高度経済成長期はキャバレー、ボーリング場、屋内プール（冬季はスケートリンク）、サウナ、ディスコなどを次々とオープンし、「ミスタウン」と呼ばれる繁華街を形成していた。
昭和末期、1987年（昭和62年）に近隣の映画館を集約して劇場ビル「チネチッタ（旧）」がオープンし、1988年（昭和63年）には大型ライブハウス「クラブチッタ（旧）」がオープンした。
1997年（平成9年）、チネチッタ開業10周年記念としてハロウィン仮装パレードを企画。「カワサキハロウィン」として市民参加型の一大イベントに成長していった（2021年を最後に終了）。
21世紀を迎えると全面的な再開発を行い、イタリア中世都市風のレトロなコンセプトに一新し、2002年（平成14年）11月23日に「ラ チッタデッラ」としてリニューアルオープンした。「CUEプロジェクト」と呼ばれる改築計画は当初3期を予定していた。
- 第1期：クラブチッタ（新）の新築・移転、チネチッタ（新）と各種店舗を擁する「マッジョーレ (MAGGIORE)」の新設・移転。
- 第2期：店舗棟「ビバーチェ (VIVACE)」の新築。
- 第3期：賃貸マンションやサービステナントを収容する25階建て高層レジデンスの建設。

計画では六本木ヒルズやラゾーナ川崎プラザのような商業施設と居住区が隣接する大規模な複合施設を想定していたが、第3期工事は着工されなかった。
2011年（平成23年）には映画館チネグランデが閉館し、跡地は「アレーナチッタ (Arena CITTA')」として利用されている。
2022年、創業100周年を記念して「チッタ100周年サイト」を開設。マッジョーレ地下1階にて歴史ギャラリー「CITTA' DNA」を常設展示している。

## コンセプト

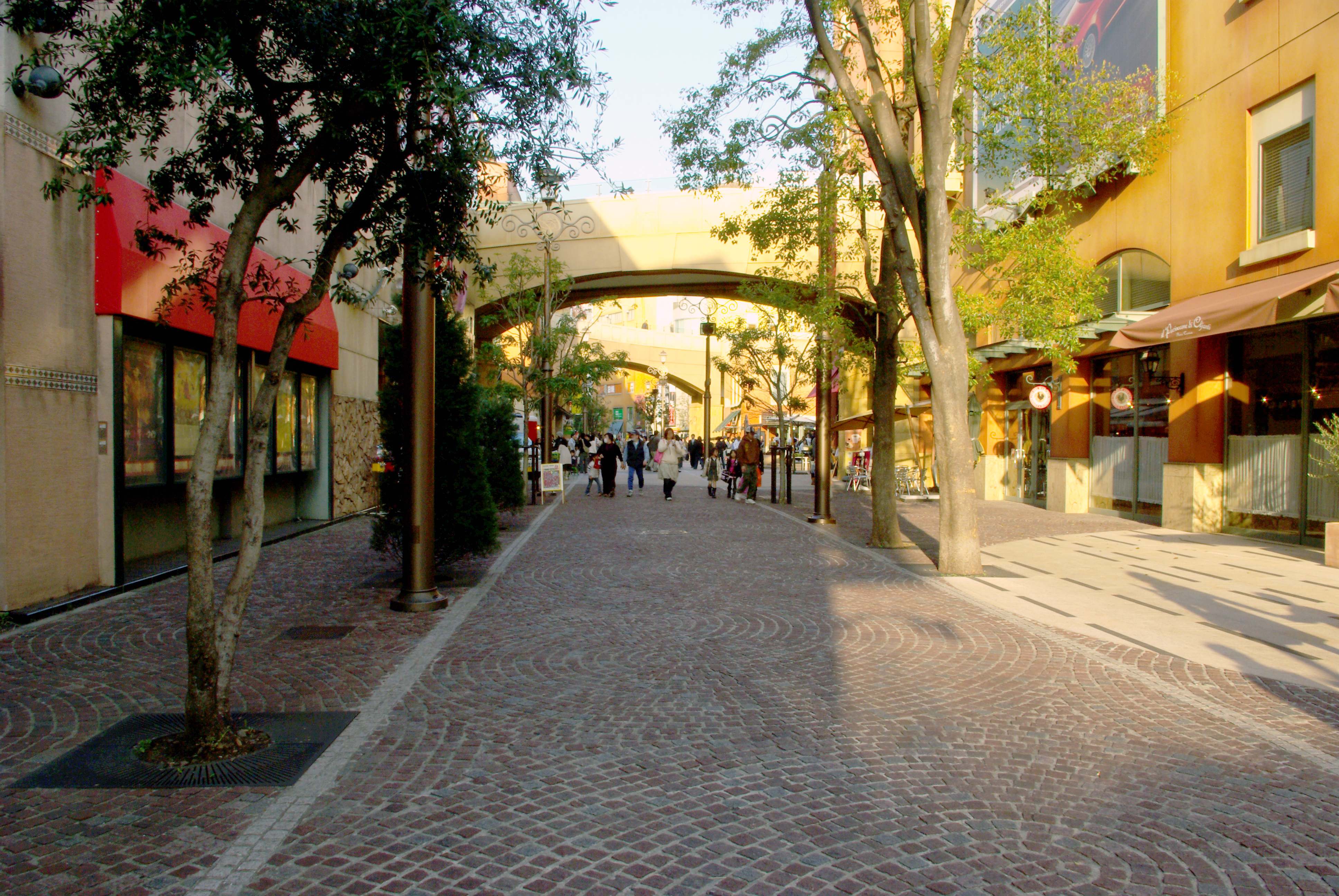
メインストリート「チネチッタ通り」の歩道

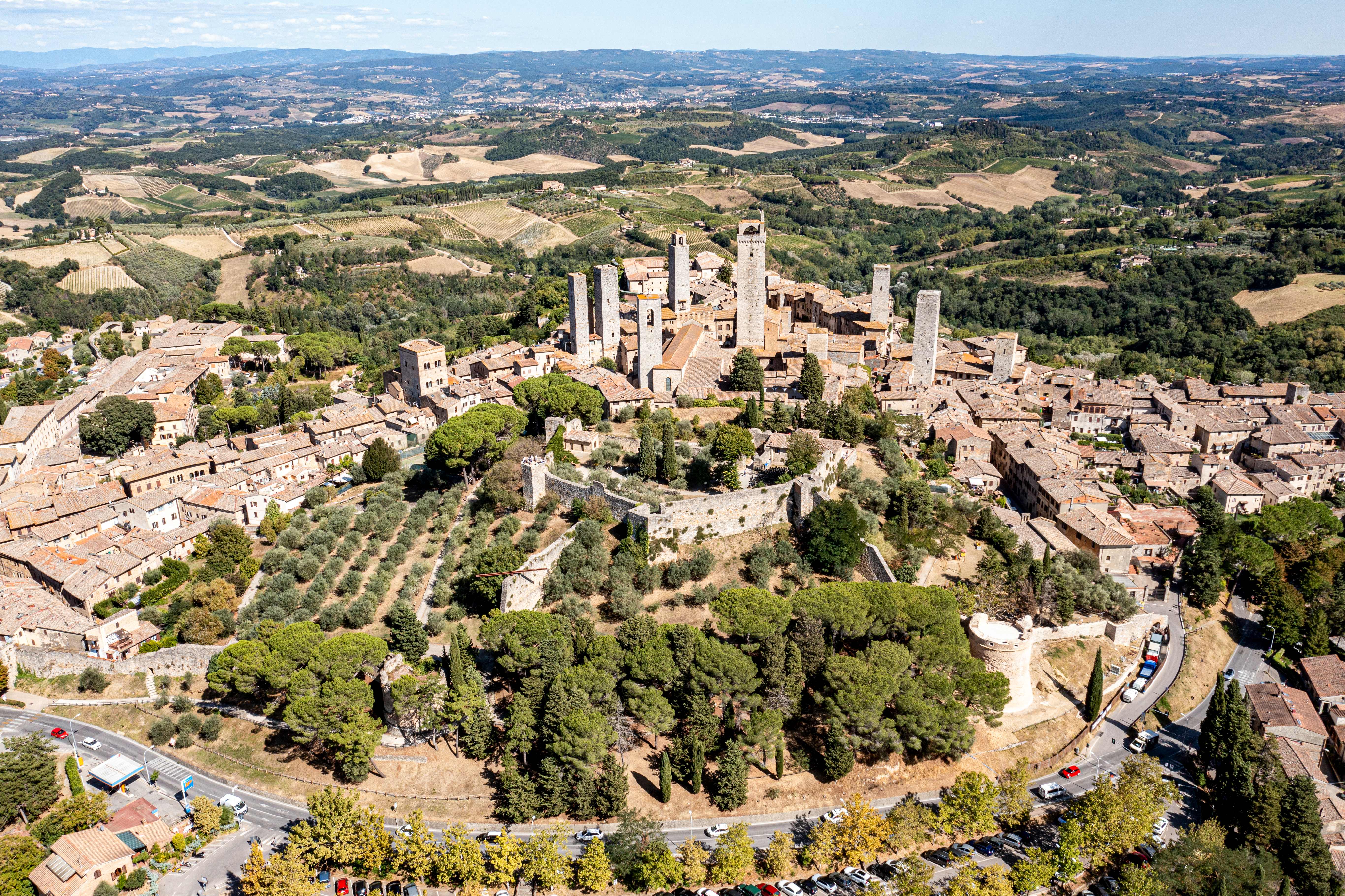
世界遺産に指定されているサン・ジミニャーノ歴史地区

創業者の美須鑛（みす・こう）が進めてきた「映画館を中心にした娯楽の街づくり」は、ラ チッタデッラにおいても継承されている。コンセプトは「エンターテインメント&カルチャー」「ロマンス」「イタリア」。石畳の歩道、石造建築風の外壁、塔や教会など、イタリアの丘の上の街（ヒルタウン）をイメージモチーフにしている。
3代目社長の美須孝子（現チッタ エンタテイメント会長）はFENDIの広報代表を務め、イタリア人外交官の夫を持つなど、イタリアと縁が深かった。美須は六本木ヒルズやキャナルシティ博多を手がけた建築家ジョン・ジャーディにプロデュースを依頼。「塔の街」として有名なサン・ジミニャーノをモデルにしてコンセプトを検討した。
チネチッタ通り (VIA CINECITTA') を挟んで建つマッジョーレ (MAGGIORE) とビバーチェ (VIVACE) は2本の陸橋でつながっており、緩やかなスロープで両施設内を回遊するような動線が作られている。マッジョーレ正面の噴水広場からスロープを登っていくと、カーブした小路の両側にテナントが並び、2階のチネチッタ入口に着く。その先の陸橋を渡ってビバーチェ3階に入り、さらにもう一本の陸橋を渡るとマッジョーレ3階の教会（丘の頂上）にたどり着く。

## 主な施設
施設の詳細およびテナントは公式サイトの「エリアガイド」を参照。

### MAGGIORE
MAGGIOREはイタリア語で「大きい」の意。ラ チッタデッラのメインエリアで、中央にシンボルの塔（ガラスタワー）が建つ。正面の噴水広場では映画音楽にあわせた噴水ショーを観られるほか、フリーイベントの会場としても利用される。3階のカペラ サンタンジェロ（CAPPELLA SANT'ANGELO 天使の教会）では1日1組限定で結婚式を行っている。
- アルカサール（B1階）
- ビーグル（B1階）
- キリンシティ（1階）
- サンマルクカフェ（1階）
- スターバックス（1階）
- タワーレコード（1階）
- 山野楽器ロックイン（1階）
- 松陰高等学校川崎校（2階）
- チネチッタ グッズショップ（2階）
- チネチッタ（2-4階 ※チケット売り場は1階）
- カペラ サンタンジェロ（3階）

他

### VIVACE
VIVACEはイタリア語で「楽しい、元気な」の意。地下1階・地上6階建てで各種店舗が入居している。
- タイトーステーション川崎 ラ チッタデッラ店（B1階）
- ピッツァ サルヴァトーレ クオモ & グリル（1階）
- ヴィレッジヴァンガード（2階）
- ロウリューランド（3階）
- バグース（5階）
- THE BBQ BEACH in KAWASAKI LA CITTADELLA（屋上）

他

### CLUB CITTA'
最大1,300人収容のライブホール。正面のクラブチッタ通り (VIA CLUBCITTA') には深夜営業の飲食店が並んでいる。
- KIRIN CITY（クラブチッタ通り）
- クラブチッタ アティック（クラブチッタ2階）

他

### Arena CITTA'
Arenaはイタリア語で「競技場」の意。屋根付き全天候型スポーツ施設。2011年12月から2022年3月まで「アディダスフットサルパーク川崎」のフットサルコート2面があったが、2023年11月より「KAWASAKI BRAVE THUNDERS COURT」のバスケットコート2面が営業している。チッタ エンタテイメントは2017年より川崎ブレイブサンダースとオフィシャルパートナー契約を結んでいる。

### その他の施設
PICCORO（ピッコロ）
PICCOROはイタリア語で「小さい」の意。川崎駅方面からのエントランスにあたる別棟。
CINEPIT（チネピット）
320台収容可能な2階建て立体駐車場。運営はタイムズ。店舗利用時の駐車料金割引サービスあり。

## アクセス
- 川崎駅東口から徒歩5分、京急川崎駅中央口から徒歩7分
  - 川崎駅前南交差点を新川通り沿いに進むと、右手にチネチッタ通り商店街の入り口ゲートがある。
- 国道1号（第二京浜） 五反田方面より都町交差点左折。
- 国道15号 品川方面より新川橋交差点右折。